# 1+1 (rete televisiva)
1+1 (in ucraino один плюс один?, odyn pljus odyn) è un'emittente televisiva ucraina, di proprietà di 1+1 Media. Secondo le statistiche, negli ascolti è al secondo posto dopo l'emittente Inter.
Il canale 1+1 è stato fondato nell'agosto 1995 ed è andato in onda nel settembre dello stesso anno.
Dal 1997, "1+1" trasmette sul Secondo canale nazionale della Televisione Ucraina, su licenza del Consiglio nazionale ucraino per le trasmissioni televisive e radiofoniche.
Fino al 2004 il canale trasmetteva 15 ore al giorno: dalle 07:00 fino alle 10:00 e dalle 14:00 fino alle 02:00. Dal 30 luglio del 2004 il canale ha ottenuto i diritti necessari per l'aumento della durata della trasmissione televisiva fino ad arrivare a trasmettere per 24 ore.

## Copertura
Il canale copre il 95% del territorio ucraino (secondo per la copertura dopo UT-1).
Durante gli ultimi anni si può osservare un lento diminuire degli ascolti: nel 2004 sono stati il 21,02% del totale nazionale, nel 2005 - 20,1%, nel 2006 - 18,3%, nel 2007 16,15% e nella prima metà del 2008 solo 12,72%.
Dal marzo del 2006, negli Stati Uniti d'America ed in Canada sono partite le trasmissioni del canale "1+1 International", canale in lingua ucraina orientato, prima di tutto, agli ucraini che vivono all'estero.

## Proprietari
Quando fu fondata, la compagnia "Studio 1+1" aveva tre proprietari: il 20% era di proprietà del capo del consiglio dei direttori del canale, Oleksandr Rodnjans'kyj, il 30% della compagnia statunitense Central European Media Enterprises Ltd. (CME) e il restante 50% della compagnia "Inter-Media", che a sua volta era di proprietà della compagnia tedesca Innova Film, la quale fu controllata fino all'ultimo momento da Borys Fuksman.
Negli anni 2005 - 2008 la CME ha acquistato dai partner il 60% delle azioni e così è ora in possesso del 90% del totale, con il diritto di acquisto del restante 10%, che rimangono proprietà di Rodnjans'kyj e Fuksman.